# Seznam restituovaných památek v Česku
Článek uvádí české, moravské a slezské paláce, hrady a zámky, vrácené v restitucích bývalým majitelům nebo jejich dědicům po roce 1989.

## Seznam restitucí
- Barrandovské terasy – rodina Havlů
- Blatná (zámek) – rodina Hildprandtů
- Boskovice (zámek) – rodina Mensdorff-Pouilly
- Častolovice (zámek) – rodina Sternbergů
- Český Šternberk (hrad) – rodina Sternbergů
- Čimelice (zámek) – rodina Schwarzenbergů
- Dobříš (zámek) – rodina Colloredo-Mansfeldů
- Doudleby nad Orlicí (zámek) – rodina Bubnů z Litic
- Dřevíč (zámek) – rodina Schwarzenbergů[zdroj?]
- Humprecht – předáno do majetku města Sobotka
- Jemniště (nový zámek) – rodina Sternbergů
- Karlova Koruna (Chlumec n.C.) – rodina Kinských
- Kašperk – majitel město Kašperské Hory
- Klášterec nad Ohří (zámek) – majitel město Klášterec nad Ohří
- Kokořín (zámek) – potomci rodiny Špačků
- Kost (hrad) – rodina Kinských
- Kostelec nad Orlicí (nový zámek) – rodina Kinských
- Kroměříž (zámek) – mobiliář vydán Arcibiskupství olomouckému
- Lešná (zámek, Zlín) – dnes majetek města Zlín, mobiliář státní
- Loket (hrad) – majitel město Loket
- Lucerna – rodina Havlů
- Mělník (zámek) – rodina Lobkowiczů
- Nelahozeves (zámek) – rodina Lobkowiczů
- Nové Hrady (zámek, okres Ústí nad Orlicí) – rodina Čerychů, zámek prodán rodině Kučerových
- Nové Město nad Metují (zámek) – rodina Bartoňů z Dobenína
- Náměšť na Hané (zámek) – dnes v majetku obce Náměšť na Hané
- Orlík (zámek) – rodina Schwarzenbergů
- Pecka (hrad) – předána do majetku obce
- Radíč (zámek) – rodina Oberthorů
- Rychnov nad Kněžnou (zámek) – rodina Kolowrat-Krakowští-Liebsteinští
- Sázavský klášter – objekt byl vydán restituentům, část prodána státu
- Sedlec (zámek, okres Kutná Hora) – rodina Schwarzenbergů
- Skalka (zámek, okres Rychnov nad Kněžnou) – zámek po restituci uzavřen / prodán
- Slavkov u Brna (zámek) – Pálffyové?, dnes v majetku města Slavkov
- Strž (památník Karla Čapka) – rodina Palivcova
- Střekov (hrad) – rodina Lobkowiczů
- Svojanov (hrad) – převeden do majetku města Polička
- Valdštejn (hrad) – dnes v majetku města Turnov
- Vysoký Chlumec (hrad) – rodina Lobkowiczů
- Záběhlice (zámek) – rodina Václava Černého[3]
- Žďár nad Sázavou (zámek) – rodina Kinských